# Face 2 Face (película de 2016)
Face 2 Face es una película dramática independiente estadounidense de 2016 dirigida por Matt Toronto, quien coescribió la película con su hermano y colaborador Aaron Toronto. Se presenta como una película de pantalla de computadora, contada casi en su totalidad a través de un screencast a través de una cámara web y cámaras de teléfonos inteligentes.
La película está protagonizada por Daniela Bobadilla y Daniel Amerman como dos amigos de la infancia que reavivan su amistad discutiendo sus vidas a través de Internet para hacer frente a los problemas típicos de los adolescentes, y trata temas de identidad sexual, suicidio adolescente y abuso incestuoso entre padres y adolescentes.

## Argumento
El adolescente de Michigan Terrence Johnson (conocido por su apodo "Teel", que se le dio debido a su incapacidad para pronunciar "Steel" mientras fingía ser Superman cuando era niño) contacta a su amiga de la infancia Madison Daniels, que ahora vive en California, a través de un chat de video después de intento de suicidio por sobredosis de paracetamol. Las dos están en extremos opuestos del espectro de popularidad: Madison es una "chica fiestera de primera" y una chica rebelde con una vida aparentemente perfecta, mientras que Teel es una marginada social que lucha por hacer amigos. Teel decide hacer una audición para la producción de su escuela de Bye Bye Birdie para mejorar su vida social, a pesar de que sus padres querían que el adolescente, que se reconoce poco atlético, participara en deportes; Madison convence a Teel de crear una cuenta de Facebook para ayudarlo a hacer amigos. El padre de Madison es muy estricto y siempre la castiga y la castiga por llegar tarde a casa de su fiesta. Tienen una relación distanciada porque su padre se jubila. Mientras discutía su plan para atraer a su enamorado Cole, Madison toma el comentario de Teel de que se veía "sudorosa" en una foto de la playa para sugerir que él insinuó que se veía cachonda en la foto, terminando abruptamente la llamada incluso después de que Teel reconoce que se veía atractiva en ella.
Al día siguiente, Teel le revela a Madison que Sonny Dombrowski, otro amigo de la infancia que ahora es un atleta popular en su escuela, aceptó su solicitud de amistad en Facebook, pero se resiste a reiniciar su amistad en la vida real. Más tarde, Teel revela que se metió en problemas en la escuela después de que Sonny hiciera trampa en el examen de Teel, mientras Madison, acosada, expresa su exasperación por tener que planificar la fiesta de jubilación de su padre. Un día después de que Sonny llega a la casa para enmendar el engaño, Teel revela que un grupo de matones lo golpeó, pero se muestra reacio a revelar el motivo del altercado. Después de que Teel ayuda a Madison a maquillarse para una función a la que asistirá en la escuela donde trabaja su padre (usando los consejos que aprendió de su madre esteticista), Cole, quien interpretó una canción en el evento, invita a Madison a salir. El día después de una fiesta en la que iba a encontrarse con Cole y descubre que él tuvo relaciones sexuales con su mejor amiga Sophie, Teel le asegura a Madison que es inteligente y hermosa, y que la situación era lo mejor porque debería querer su primera relación sexual. experiencia para ser especial; Madison, sin darse cuenta, revela que ya perdió la virginidad, pero no entra en más detalles. Después de haber perdido laBye Bye Birdie hace una audición para ir a un viaje familiar a visitar a su abuela, Teel le anuncia a Madison que está audicionando para ser el protagonista masculino en la producción de su escuela de Romeo y Julieta.
Madison, que ahora ha desarrollado sentimientos por Teel creyendo que él está enamorado de ella, confiesa lo que siente por él y realiza un estriptis que él detiene abruptamente porque era ilegal debido a la pornografía infantil. Está consternada al saber que Teel quiere mantener su relación platónica. Más tarde se disculpa por el malentendido y le dice a Madison que es gay, revelando que Sonny y sus amigos lo habían golpeado, sin darse cuenta, grabaron el incidente en la cámara de su teléfono, después de que descubrieron que él y Teel se habían besado durante su visita días antes. . Madison sugiere que Teel inicie una alianza gay-heterosexual en su escuela, aunque es reacio a salir del armario en público. Después de que Teel reacciona tímidamente, preocupado por lo que pensarían sus amigos, cuando Madison envía un enlace a una organización de alianza gay-heterosexual a su página de Facebook, Madison ofende al azar a Teel al decir que no tiene amigos más allá de sus seguidores en Facebook. y ella misma; Madison intenta comunicarse con Teel durante varios días después, y solo se comunica brevemente a través de mensajes instantáneos.
Después de leer comentarios de intimidación en una foto de Madison ebria vomitando en un baño en una fiesta, Teel finalmente decide contactarla. A través de tarjetas escritas a mano, Madison se disculpa con Teel por empujarlo a salir públicamente en contra de sus reservas y trata de decirle que su padre ha estado abusando sexualmente de ella desde que perdió su anterior trabajo como profesor en Michigan, un secreto que ni siquiera su madre sabe. había muerto siete años antes. Le pide a Teel que siga viendo la transmisión de la cámara web mientras su padre entra en la habitación de Madison para violarla. Un angustiado Teel llama al 911 para denunciar el abuso, aunque Madison, que se resiste a entregar a su único padre sobreviviente, les dice a los policías que visitan su casa que la llamada fue un malentendido; luego le informa a Teel que ya no puede hablar con él. Teel, ahora con una vida social real y virtual mejorada, decide conducir a través del país a California para rescatar a Madison, excusándose de aparecer en Romeo y Julieta diciéndole al director de la obra que tiene que lidiar con una emergencia familiar. A su llegada, Teel, quien se llevó el auto de su abuela (que le regalaron sus padres) y parte del dinero de su padre para la excursión, revela que ella lo ayudó a salir de la desesperación que lo llevó a su intento de suicidio y, como su padre enojado golpea la puerta de su dormitorio y convence a Madison de que escape con él por la ventana. Madison, que ahora vive con Teel y su familia en Michigan, le da a Teel una capa de superhéroe como expresión de gratitud por salvarla de su situación.

## Reparto
- Daniela Bobadilla como Madison Daniels
- Daniel Amerman como Teel Johnson
- Kevin McCorkle como David Daniels
- Emily Jordan como Sophie
- Mary Gordon Murray como Sharon Johnson
- Karrie Cox como Mrs. Spiceman
- Nick Reilly como Sonny
- Eric A.H. Watson como Cole
- Sheldon A. Smith como Erik
- Michael Soulema como Sam

## Distribución
Face 2 Face fue distribuida originalmente por Candy Factory Films, quien autorizó la película a Netflix por un período de dos años a partir del 15 de enero de 2018. Candy Factory Films finalmente fue adquirida por Screen Media Films, que actualmente posee los derechos de distribución mundial de la película.

## Premios
- Festival Internacional de Cine de Edmonton 2016 - Estreno mundial - Ganador del Premio Brian Hendricks a la Innovación
- Festival de Cine de Manhattan 2017 - Selección oficial[3]